# Carlo Costly
Carlo Costly, właśc. Carlos Yaír Costly Molina (ur. 18 lipca 1982 w San Pedro Sula) – honduraski piłkarz występujący na pozycji napastnika, reprezentant Hondurasu w latach 2007–2014.

## Kariera klubowa

### Początki
Grał tam w zespołach Club Celaya, Monarcas Morelia, Club Atlas i Pumas UNAM. W żadnym z tych klubów nie przebił się do pierwszej drużyny, występował najwyżej w rezerwach. Mając 23 lata postanowił powrócić do Hondurasu. Tam bezskutecznie próbował szukać zatrudnienia w klubach Real CD España i CD Marathón.

### Platense
Szansę otrzymał dopiero w klubie Platense FC i 13 sierpnia 2006 roku zadebiutował w pierwszej lidze honduraskiej. W turnieju Apertura 2006 strzelił dla swojego zespołu 10 bramek co pozwoliło mu zostać najlepszym strzelcem całego turnieju. W turnieju Clausura 2007 zagrał w dwóch meczach po czym wyjechał na testy do GKS-u Bełchatów. W sumie, w sezonie 2006/2007 Costly zagrał w barwach Platense 18 meczów i strzelił 10 bramek.

### GKS Bełchatów
W 2007 roku trafił GKS-u Bełchatów na zasadzie wypożyczenia z Platense FC. Pół roku później polski zespół, który wcześniej zapewnił sobie prawo pierwokupu wykupił go za 500 tysięcy euro. W pierwszej połowie 2009 roku przebywał na wypożyczeniu w Birmingham City FC.

### Atlas
7 grudnia 2010 Costly podpisał dwuletni kontrakt z meksykańskim Club Atlas, stając się pierwszym od dziewięciu lat Honduraninem w zespole. W nowej drużynie zadebiutował 29 stycznia 2011 w przegranym 0:2 spotkaniu z Américą, kiedy to wszedł na boisku w 67 minucie, zmieniając Argentyńczyka Alfredo Moreno. Pierwsze trafienie w lidze meksykańskiej zanotował 2 kwietnia 2011 w zremisowanym 1:1 meczu z Tecos UAG. Ogółem w sezonie Clausura 2011 pojawiał się na boisku jedenastokrotnie (cztery razy w wyjściowym składzie), zdobywając dwie bramki. Nie osiągnął także większych sukcesów z zespołem prowadzonym przez Benjamína Galindo.

### Houston Dynamo
Na początku sierpnia 2011 Costly został piłkarzem amerykańskiej drużyny Houston Dynamo.

## Życie prywatne
Urodził się w San Pedro Sula, dzieciństwo i młodość spędził w La Lima. Jest synem Anthony'ego Costly'ego i Maríi Magdaleny Pavón Moliny (1960-2018). Pod koniec lat 90. jego matka po rozwodzie przeprowadziła się do Meksyku, gdzie prowadziła stragan rybny. Carlo dołączył do niej w wieku 12 lat.

## Osiągnięcia
Carlo Costly był królem strzelców ligi honduraskiej. Zawodnik wywalczył z reprezentacją Hondurasu po 28 latach awans do Mistrzostw Świata w 2010 roku, które odbyły się w RPA. Carlo znacznie przyczynił się do tego sukcesu, strzelając w eliminacjach sześć goli. Costly został wyróżniony oraz nagrodzony przez władze GKS Bełchatów jako pierwszy zawodnik w historii klubu, któremu udało się awansować ze swoim krajem na Mundial.

## Sukcesy

### Zespołowe
CD Olimpia
- Liga CONCACAF: 2017
- mistrzostwo Hondurasu: Clasura 2016
- Superpuchar Hondurasu: 2016 I, 2016 II

CD Marathón
- Superpuchar Hondurasu: 2019

### Indywidualne
- król strzelców Liga Nacional: Apertura 2006 (10 goli), Clausura 2017 (14 goli)